# 洛托希諾區

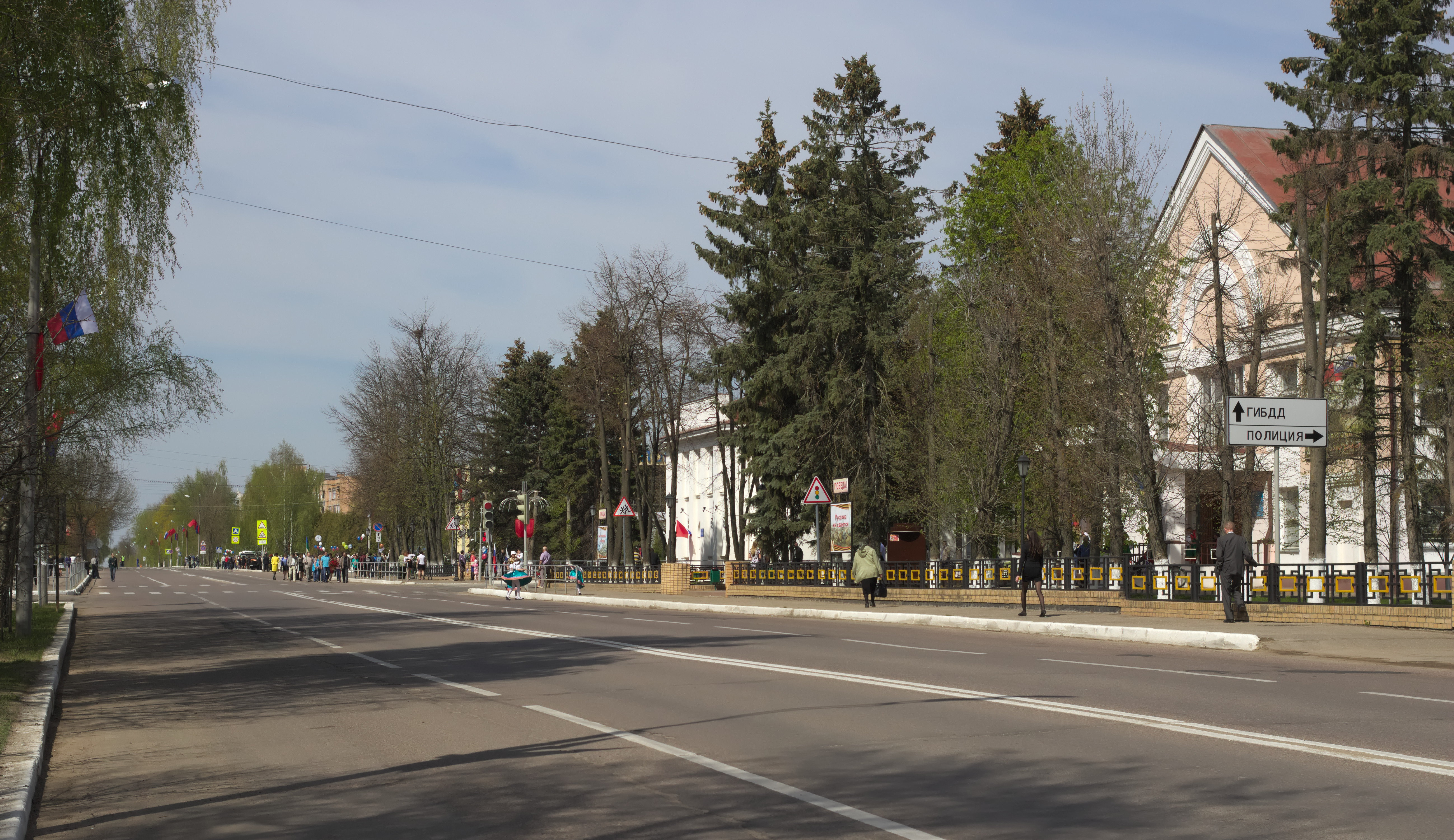

56°13′48″N 35°38′12″E / 56.23000°N 35.63667°E
洛托希諾區（俄语：Лотошинский район），是俄羅斯的一個區，位於該國西部，由莫斯科州負責管轄，始建於1929年，面積979.57平方公里，2010年人口17,859，人口密度每平方公里18.23人。